# Vactangue VI de Cártlia
Vactangue VI de Cártlia foi um monarca georgiano da Dinastia Bagrationi. Ele governou o Reino de Cártlia no tempo da vassalagem do reino nas mãos dos Safávidas de 1716 a 1724.